# Randall Behr
Randall Behr (* 27. März 1952 in Modesto, Kalifornien; † 8. September 2005 in Bloomington, Indiana) war ein US-amerikanischer Dirigent.
Randall Behr studierte an der University of the Pacific, arbeitete an der San Francisco Opera und der Long Beach Opera. Von 1988 bis 1995 dirigierte er an der Los Angeles Opera, arbeitete dort mit Plácido Domingo zusammen. Zuletzt arbeitete er an der School of Music der Indiana University. Er starb 2005 unerwartet an einem Herzinfarkt.